# 苫小牧市民会館
苫小牧市民会館（とまこまいしみんかいかん）は、北海道苫小牧市にある文化施設。

## 概要
建築後40年以上が経過して施設の老朽化が進んでいることから、周辺の公共施設と併せた建替えを予定している。
2026年3月に、市民会館、文化会館、労働福祉センター、交通安全センターの機能を統合した「苫小牧市民文化ホール」が開業予定。

## 施設
- 大ホール
  - 第1楽屋、第2楽屋、第3楽屋、第4楽屋、第5楽屋、第6楽屋、第7楽屋
  - 楽屋事務室、主催者事務室
- 小ホール
  - 面積268.5 m²
- 会議室
  - 101（定員48名）、201（定員30名）、202（定員24名）、203（定員24名）、205（定員90名）、206（定員60名）、207（定員18名）、210（定員10名）、211（和室 定員10名 上り口212と併用）、212（和室 定員10名 上り口211と併用）、213（和室 定員10名 上り口215と併用）、215（和室 定員10名 上り口213と併用）、216（定員6名）、303（定員32名）、305（定員14名）
- 市民会館食堂
- ホワイエ、トイレ、音響室、映写室、調光室

## 参考資料
- “（仮称）苫小牧市民ホール建設準備”.  苫小牧市. 2017年7月5日閲覧。